# Posticobia norfolkensis
Posticobia norfolkensis là một extinct loài ốc nước ngọt, động vật chân bụng trong họ Hydrobiidae, ốc bùn. Nó là loài đặc hữu của đảo Norfolk.